# かりそめのパートナー
「かりそめのパートナー」は、1981年6月5日に発売されたやしきたかじんの8枚目のシングル。

## 解説
前作「砂の十字架」を経て発売されたシングル。ジャケット写真は壁にもたれたたかじんが壁に寄りかかってカメラ目線でない方に微笑んでいる。

## 収録曲
全作詞：来生えつこ／作曲：やしきたかじん／編曲：馬飼野康二
1. かりそめのパートナー[03:23]
2. スマイル・アゲイン [04:15]